# (90416) 2003 YK118
(90416) 2003 YK118 est un astéroïde Apollon et aréocroiseur, classé comme potentiellement dangereux. Il fut découvert par LINEAR à Socorro le 28 décembre 2003.